# 外武定里
外武定里，是台灣南部自清治時期至日治初期的一個行政區劃，其範圍即今台南市的安南區東南半部、北區西北半部及中西區西北部。
外武定里北邊為西港仔堡、安定里東堡、新化里西堡，東邊為內武定里、永康下里，南邊為臺南市、効忠里，西邊瀕臨台灣海峽。

## 管轄街庄
外武定里共轄6個庄：
- 今安南區境內：和順藔庄、安順藔庄、溪心藔庄、媽祖宮庄、海尾藔庄
- 今北區、中西區境內：鄭仔藔庄